# خوزیبا بیتیا
خوزیبا بیتیا (انگلیسی: Joseba Beitia؛ زادهٔ ۲۹ سپتامبر ۱۹۹۰) بازیکن فوتبال اهل اسپانیا است.
از باشگاه‌هایی که در آن بازی کرده‌است می‌توان به باشگاه فوتبال پنجاب اشاره کرد.